# Șevcenkove, Brovarî
Șevcenkove (în ucraineană Шевченкове) este o comună în raionul Brovarî, regiunea Kiev, Ucraina, formată numai din satul de reședință.

## Demografie
Componența lingvistică a comunei Șevcenkove
     Ucraineană (96,46%)
     Rusă (3,27%)
     Alte limbi (0,21%)
Conform recensământului din 2001, majoritatea populației comunei Șevcenkove era vorbitoare de ucraineană (96,46%), existând în minoritate și vorbitori de rusă (3,27%).